# Manoza-6-fosfat 6-reduktaza
Manoza-6-fosfat 6-reduktaza (EC 1.1.1.224, -zavisna manoza 6-fosfat reduktaza, manoza-6-fosfat reduktaza, 6-fosfomanoza reduktaza, +-zavisna manoza-6-P:manitol-1-P oksidoreduktaza, NADPH-zavisna M6P reduktaza, NADPH-manoza-6-P reduktaza) je enzim sa sistematskim imenom D-manitol-1-fosfat:NADP+ 6-oksidoreduktaza. Ovaj enzim katalizuje sledeću hemijsku reakciju
-manitol 1-fosfat + + {\displaystyle \rightleftharpoons } D-manoza 6-fosfat + +
Učestvuje u biosintezi manitola u lišću celera (Apium graveolens).

## Literatura
- Nicholas C. Price; Lewis Stevens (1999). Fundamentals of Enzymology: The Cell and Molecular Biology of Catalytic Proteins (Third изд.). USA: Oxford University Press. ISBN 019850229X.
- Eric J. Toone (2006). Advances in Enzymology and Related Areas of Molecular Biology, Protein Evolution (Volume 75 изд.). Wiley-Interscience. ISBN 0471205036.
- Branden C; Tooze J. Introduction to Protein Structure. New York, NY: Garland Publishing. ISBN 0-8153-2305-0.
- Irwin H. Segel. Enzyme Kinetics: Behavior and Analysis of Rapid Equilibrium and Steady-State Enzyme Systems (Book 44 изд.). Wiley Classics Library. ISBN 0471303097.

## Spoljašnje veze
- Mannose-6-phosphate+6-reductase на 